# Actio (Recht)
Die actio ist ein Begriff des altrömischen Privatrechts und bezeichnet sowohl materiell einen Anspruch im Sinne eines subjektiven Rechts als auch prozessual die Klageformel, deren sich der Inhaber des Rechts zu seiner Durchsetzung bedienen musste. Die actio setzte sich aus einer materiellen und einer prozessualen Komponente zusammen.
Die actiones waren im edictum perpetuum zur Organisation des Rechtsschutzes gelistet und wurden vom zuständigen Magistraten der Rechtspflege, vom Prätor, in Musterformeln für einzelne Klagen gefasst. Mittels der exceptio konnte der Beklagte prozessuale Gegenrechte (Einwendungen) geltend machen. Der Prätor leitete den ersten Verfahrensabschnitt des Prozesses (in iure), denn er entschied über die Prozessvoraussetzungen. In einem zweiten Verfahrensabschnitt hatte der vom Prätor ermächtigte Richter (iudex) den Klagsachverhalt zu würdigen und mit dem niedergelegten Prozessprogramm abzugleichen (apud iudicem), um zu einem Urteil zu kommen. Er entschied lediglich auf Verurteilung oder Klageabweisung.
Die subjektiven Rechte unterteilen sich hierbei in absolute Rechte, die gegenüber jedermann geltend gemacht werden können, und relative Rechte, die nur gegenüber bestimmten Personen bestehen. Absolute Rechte ließen sich mit der actio in rem, relative Rechte mit der gegen den Verpflichteten gegebene actio in personam geltend machen.
Die Komplexität des Begriffs der actio ergibt sich aus der im Vergleich zum heutigen Recht stärkeren Einheit des materiellen Rechts und des Prozessrechts. Leitgedanke war die Klage und nicht etwa der gesetzliche Tatbestand. Das Klagerecht leitete sich aus einer aktionenrechtlichen Denkweise ab. Der materielle Anspruch des Berechtigten (die Sachbefugnis) erscheint als bloßer Reflex der prozessualen Möglichkeit, durch eine actio einen bestimmten Rechtszustand herbeizuführen (Prozessführungsbefugnis). In diesem Sinne stellen die actiones auch eine Konkretisierung der möglichen Verpflichtungen dar, denen ein Schuldner unterworfen sein konnte. Die Ausgestaltung des Zivilprozesses als Formularprozess führte zu Aufstellungen von Formularen (formulae) für jede actio, aus denen wiederum auf die Natur der Verpflichtung (obligatio) geschlossen werden kann.